# Sceptridium rugulosum
Sceptridium rugulosum là một loài dương xỉ trong họ Ophioglossaceae. Loài này được W.H. Wagner Skoda & Holub mô tả khoa học đầu tiên năm 1996.